# District de Sidhartha Nagar
Le district de Sidhartha Nagar (en hindi : सिद्धार्थनगर ज़िला, en ourdou : سدھارتھ نگر ضلع) est une division administrative de la division de Basti dans l'État de l'Uttar Pradesh, en Inde.

## Géographie
Le centre administratif du district est Navgarh. 
La superficie du district est de 2 895 km2 et la population était en 2011 de 2 559 297 habitants.
Le district est composé de cinq tehsils :
- Naugarh, composé des villes de Siddharthnagar et Uska Bazar et de 453 villages[3] ;
- Bansi, composé de la ville de Bansi et de 707 villages[4] ;
- Domariyaganj, composé des villes de Domariyaganj et Hallaur et de 392 villages[5] ;
- Itwa, composé de la ville d'Itwa et de 433 villages[6] ;
- Shohratgarh, composé des villes de Barhani et Shohratgarh et de 351 villages[7].

Le district de Sidhartha Nagar est limitrophe du Népal au nord. Le site archéologique de Piprâwâ, dans le village du même nom, fait partie du tehsil de Bansi.